# Andrena mucida
Andrena mucida är en biart som beskrevs av Joseph Kriechbaumer 1873. Andrena mucida ingår i släktet sandbin, och familjen grävbin. Inga underarter finns listade i Catalogue of Life.